# Double Fun
 (novembre 2021).
La mise en forme du texte ne suit pas les recommandations de Wikipédia : il faut le « wikifier ».
Les points d'amélioration suivants sont les cas les plus fréquents :
- Les titres sont pré-formatés par le logiciel. Ils ne sont ni en capitales, ni en gras.
- Le texte ne doit pas être écrit en capitales (les noms de famille non plus), ni en gras, ni en italique, ni en « petit »…
- Le gras n'est utilisé que pour surligner le titre de l'article dans l'introduction, une seule fois.
- L'italique est rarement utilisé : mots en langue étrangère, titres d'œuvres, noms de bateaux, etc.
- Les citations ne sont pas en italique mais en corps de texte normal. Elles sont entourées par des guillemets français : « et ».
- Les listes à puces sont à éviter, des paragraphes rédigés étant largement préférés. Les tableaux sont à réserver à la présentation de données structurées (résultats, etc.).
- Les appels de note de bas de page (petits chiffres en exposant, introduits par l'outil «  Source ») sont à placer entre la fin de phrase et le point final[comme ça].
- Les liens internes (vers d'autres articles de Wikipédia) sont à choisir avec parcimonie. Créez des liens vers des articles approfondissant le sujet. Les termes génériques sans rapport avec le sujet sont à éviter, ainsi que les répétitions de liens vers un même terme.
- Les liens externes sont à placer uniquement dans une section « Liens externes », à la fin de l'article. Ces liens sont à choisir avec parcimonie suivant les règles définies. Si un lien sert de source à l'article, son insertion dans le texte est à faire par les notes de bas de page.
- La présentation des références doit suivre les conventions bibliographiques. Il est recommandé d'utiliser les modèles {{Ouvrage}}, {{Chapitre}}, {{Article}}, {{Lien web}} et/ou {{Bibliographie}}. Le mode d'édition visuel peut mettre en forme automatiquement les références.
- Insérer une infobox (cadre d'informations à droite) n'est pas obligatoire pour parachever la mise en page.

Pour une aide détaillée, merci de consulter Aide:Wikification.
Si vous pensez que ces points ont été résolus, vous pouvez retirer ce bandeau et améliorer la mise en forme d'un autre article.
Double Fun est le quatrième album solo de Robert Palmer, sorti en 1978. Autoproduit, cet album pop est influencé par de multiples genres dont la blue-eyed soul, le disco et le heavy rock, mais conserve une unité de production qui assure une bonne cohésion d'ensemble. L'album culmine au numéro 45 sur le palmarès Billboard Pop Albums en 1978, son rang le plus élevé jusqu'à ce point, et comprend un top 20, avec le succès Every Kinda People.
Le single à succès de l'album Every Kinda People a été écrit par l'ancien bassiste de Free Andy Fraser. Andy Fraser a enregistré sa propre version de la chanson qu'il n'a jamais publiée mais que Palmer a entendue. Cet album et le single à succès ont ouvert la voie à son prochain album Secrets qui a atteint la 19e place des charts Billboard et a donné à Palmer son plus gros succès à ce jour avec le Moon Martin écrit Bad Case of Loving You (Doctor, Doctor).
L'album a atteint le Billboard Top 100, culminant à la 45e place grâce au succès de Every Kinda People, et deux singles de suivi ont continué à maintenir l'album à flot dans les charts. Le dernier morceau You're Going To Get What's Coming écrit par Palmer est devenu plus tard un single à succès (atteignant la 73e place du Billboard Charts en 1980) pour Bonnie Raitt et a figuré sur son album de 1979 The Glow . Double Fun a culminé au no 10 aux Pays-Bas et au no 29 en Nouvelle-Zélande.

## Réédition 2012
Double Fun a été réédité le 24 janvier 2012 par Culture Factory USA, label indépendant spécialisé dans les artistes cultes. Le CD de réédition est emballé dans une réplique miniature de l'emballage en vinyle de qualité d'origine avec une pochette intérieure contenant les paroles originales, la photo de Palmer et les crédits de l'album. Le côté étiquette du CD présente une réplique de ce à quoi ressemblait l'étiquette d'origine Island au moment de la publication et comporte même des rainures imitant les sillons, comme si le CD noir était en vinyle.
Les rééditions n'avaient pas d'outtakes supplémentaires ou de pistes bonus.

## Liste des pistes
1. Every Kinda People (Andy Fraser) – 3:17
2. Best of Both Worlds – 3:54
3. Come Over – 4:06
4. Where Can It Go? – 3:20
5. Night People (Allen Toussaint) – 4:12
6. Love Can Run Faster – 4:02
7. You Overwhelm Me – 3:05
8. You Really Got Me (Ray Davies) – 4:23
9. You're Gonna Get What's Coming – 4:29

## Artistes
- Robert Palmer – chant, guitare, percussions
- Paul Barrère – guitare, chœurs
- Keith Errol Benson, Richie Hayward, Chris Parker – batterie
- Harry Bluestone - premier violon
- Michael Brecker – saxophone
- Randy Brecker – trompette
- Pierre Brock, Jimmy Williams, Bob Babbitt – guitare basse
- Lenny Castro, Robert Greenidge – percussions
- Gene Davis – arrangements pour cordes
- John Davis – arrangements pour cordes
- Freddie Harris, Neil Hubbard, James Mahoney, Donovan McKitty, TJ Tindall – guitare
- Ron Kersey, Edward Putmon, Steve Robbins, James Allen Smith, Louis John Davis – claviers
- Bill Payne - claviers, chœurs
- Don Renaldo - violon solo
- Brenda Russell – chœurs
- Brian Russell – chœurs
- Allan Schwartzberg – percussions, batterie

- Producteurs – Robert Palmer (Pistes 1, 3, 5, 7 et 9) et Tom Moulton (Pistes 2, 4, 6 et 8).
- Producteur exécutif – Chris Blackwell
- Ingénieurs – Phill Brown (pistes 1, 3, 5, 7 et 9), Arthur Stoppe (pistes 1, 3, 5, 7 et 9) et Tom Moulton (pistes 2, 4, 6 et 8).
- Enregistré à The Hit Factory (New York, NY), Media Sound Recordings (New York, NY) et Sigma Sound Studios (Philadelphie, PA).
- Masterisé par Jose Rodriguez au Frankford/Wayne Mastering Labs (New York, NY).
- Direction artistique – Tina Bossidy et Robert Palmer
- Photographie – Hiro (51)